# The Gangster, The Cop, The Devil
The Gangster, the Cop, the Devil (en coreà  악인전 o 惡人傳 Aginjeon, "La història de la gent malvada") és una pel·lícula criminal d'acció de Corea del Sud del 2019 dirigida per Lee Won-tae que es basa en una història real. La pel·lícula és protagonitzada per Ma Dong-seok, Kim Mu-yeol i Kim Sung-kyu. A la pel·lícula, un gàngster i un policia uneixen forces per capturar un assassí en sèrie amb els seus propòsits respectius, però s'enfronten als reptes dels seus respectius enemics.
The Gangster, the Cop, the Devil es va estrenar als cinemes a Corea del Sud el 15 de maig de 2019, i també es va projectar a la secció "Midnight Screenings" al 72è Festival Internacional de Cinema de Canes així com al FanTasia de 2019.

## Argument
Després que el cotxe d'un home atropella un desconegut, el desconegut el mata mentre fa fotos dels danys per presentar-les a la seva assegurança del cotxe. Jung Tae-seok és un policia que passa per l'escena del crim i sospita que és obra d'un assassí en sèrie, però el seu comandant no s'ho creu. Jang Dong-soo és un cap del crim que, mentre tornava a casa després d'una reunió, és colpejat pel mateix assassí, que també intenta matar-lo. S'inicia una baralla brutal, deixant tots dos ferits. Finalment, l'assassí s'escapa després de colpejar a Dong-soo amb el seu cotxe. Dong-soo és ingressat a l'hospital, i els seus secuaços assumeixen que l'atac va ser comès per una banda rival, a qui contraataquen.
Tanmateix, Dong-soo creu que l'assassí no era un membre de la banda rival, ja que els seus moviments semblaven ser aleatoris i sense propòsit. Tae-suk visita Dong-soo a l'hospital i li demana que cooperi perquè la policia pugui atrapar l'assassí per ell, però Dong-soo es nega. En canvi, Dong-soo ordena als seus homes que trobin l'assassí. Utilitzant un esbós i el record de Dong-soo de la matrícula de l'assassí, aconsegueixen trobar el seu cotxe i un ganivet. Dong-soo finalment informa a Tae-suk de les troballes, i decideixen unir-se per atrapar el misteriós assassí. Dong-soo accepta proporcionar mà d’obra i cobrir les despeses, però amb la condició que l'assassí pertanyi a qui el trobi primer. Dong-soo vol matar-lo per venjar-se, mentre que Tae-suk vol arrestar-lo per resoldre cinc casos d'assassinat relacionats i, finalment, ser ascendit.
Mentrestant, Dong-soo ordena a la seva mà dreta, Kwon Oh-sung, que mati el seu rival Heo Sang-do amb el ganivet de l'assassí que ja té rastres de sang de les víctimes anteriors de l'assassí. Un Tae-suk enfurismat es baralla amb Dong-soo en saber què ha fet, ja que es confirma que l'assassinat és obra d'un assassí en sèrie, fet que fa que el cas es transfereixi a l’esquadra de casos principals. Dong-soo assisteix al funeral de Sang-do; l'assassí també apareix i informa al segon al comandament de Sang-do que Sang-do va ser assassinat amb el ganivet de l'assassí, però per una altra persona. Quan Tae-suk i Dong-soo comproven el cotxe de l'assassí per cercar proves, són atacats pels secuaços de Sang-do. Es produeix una baralla, que resulta en la mort de la mà dreta de Sang-do mentre es baralla amb Tae-suk.
Dong-soo el fa enterrar i neteja l'escena. Tae-suk rep l'assignació d'investigar un cas de segrest i, mentre el resol, descobreix l'assassí. Es produeix una persecució, però l'assassí és capaç d'escapar. Mitjançant la prova forense, Tae-suk descobreix que l'assassí és una persona desapareguda. Informa a Dong-soo sobre això i li deixa escoltar un clip de veu per confirmar que la persona desapareguda és l'assassí. Més tard, Dong-soo ajuda a una noia de secundària donant-li el seu paraigua, però aviat s'assabenta que la noia ha estat assassinada i el seu paraigua va ser trobat a l'escena del crim. Dong-soo i Tae-suk i els seus homes comencen a buscar l'assassí a la zona on la noia va ser assassinada i finalment el troben en un cotxe. En la persecució següent, l'assassí aconsegueix matar Oh-sung però finalment és capturat i incapacitat per Dong-soo. Dong-soo s'emporta l'assassí per torturar-lo i matar-lo, però Tae-suk els rastreja i xoca el seu cotxe contra l'amagatall just quan Dong-soo està a punt de matar l'assassí. Tae-suk colpeja Dong-soo amb el seu cotxe i arresta l'assassí.
La policia no té proves concloents contra l'assassí, Kang Kyung-ho. Com a últim recurs, Tae-suk demana a Dong-soo, l'únic supervivent dels atacs, que declari. Simultàniament, Tae-suk amenaça amb llançar una cinta de la confessió de Dong-soo d'haver assassinat en Sang-do. Durant el judici de Kyung-ho, Dong-soo arriba per declarar i proporciona un testimoni decisiu. Dong-soo prediu amb èxit l'existència d'una punyalada al cos de Kyung-ho, anteriorment infligida per Dong-soo durant la seva primera trobada. Dong-soo també proporciona proves enganyoses que enmarquen Kyung-ho per l'assassinat de Sang-do. El tribunal condemna Kyung-ho a mort; Tanmateix, Dong-soo també és arrestat a causa de les seves activitats il·legals.
Finalment, Tae-suk és promogut mentre Dong-soo és enviat a la presó on es manté Kyung-ho: la condició que Dong-soo havia demanat a Tae-suk que compleixi a canvi del testimoni seguit de la seva detenció. En veure Kyung-ho, Dong-soo entra alegrement a la presó. Mentre Kyung-ho es dutxa, és atacat per Dong-soo amb una corda a la mà i un somriure a la cara.

## Repartiment
- Ma Dong-seok com a Jang Dong-soo[6]
- Kim Mu-yeol com a Jung Tae-suk[7]
- Kim Sung-kyu com a Kang Kyung-ho (K)[8]
- Choi Min-chul com a Kwon Oh-sung
- Heo Dong-won com a Choi Moon-sik
- Yoo Jae-myung com a Heo Sang-do (especial aparició)
- Yoo Seung-mok com a Ahn Ho-bong
- Oh Hee-joon com a Kim Dong-chul
- Cha Soon-bae com a Jutge del Tribunal Suprem
- Park Bo-kyung com a dona de la víctima
- Lee Eun-saem com a estudiant de secundària

## Producció

### Rodatge
La fotografia principal va començar el 31 de juliol de 2018 i es va acabar el 18 de novembre de 2018.

## Estrena
The Gangster, the Cop, The Devil es va estrenar a Corea del Sud el 15 de maig de 2019. La pel·lícula també es projectarà fora de competició a la secció Midnight Screenings del 72è Festival Internacional de Cinema de Canes.

## Recepció

### Resposta crítica
La pel·lícula va rebre crítiques positives. Al lloc web de l'agregador de ressenyes Rotten Tomatoes, la pel·lícula té una puntuació del 97 % basada en 34 ressenyes, amb una puntuació mitjana de 7/10. El consens de la crítica afirma: "Un estrany thriller policial de parella amb un gir, The Gangster, The Cop, The Devil explica la seva entretinguda història amb una barreja d'humor i contundent." A l'agregador de revisions lloc web Metacritic, la pel·lícula té una puntuació mitjana ponderada de 65 sobre 100 basada en set crítics, la qual cosa indica "crítiques generalment favorables".
Leslie Felperin de The Guardian va declarar: "Tot i que el seu acte final destrueix la credibilitat, i l'estructura és una mica deformada, aquest thriller criminal de Corea segueix sent una veritable puntada al cap. Com molts dels gènere que prové de Seül i els seus suburbis, aquest cop molt per sobre del seu pes amb una reelaboració inventiva de tropes argumentals ben gastats i valors de producció elegants." Jessica Kiang de Variety va comentar: "Corea ha dominat les franges de pel·lícules/gènere de mitjanit als festivals internacionals tan a fons que és difícil. no veure "The Gangster, the Cop, the Devil" de Lee Won-tae pel que fa a les seves deficiències en comparació amb com ara Train to Busan, The Age of Shadows, Gokseong i així successivament. Però el que li falta a aquest divertit, elegant però lleugerament oblidable, pel que fa a energia, originalitat i inventiva d'un autèntic clàssic del gènere coreà, gairebé ho compensa com a aparador del carisma corpulent de l'estrella Don Lee, també conegut com Ma Dong-Seok." Cary Darling del Houston Chronicle va afegir: "El director/escriptor Lee Won-tae, per a qui aquest és només el seu segon llargmetratge, manté el ritme avançant ràpidament amb aquests joc del gat i la rata, que mostra una sensibilitat enèrgica que anuncia una nova veu a l'escena cinematogràfica de Corea del Sud. No és d'estranyar que "The Gangster, The Cop, The Devil", que va ser convidat per a una projecció de mitjanit al recentment conclòs Festival de Cinema de Canes, hagi estat recollit per Hollywood per a un remake en anglès amb Sylvester Stallone com a productor."
David Ehrlich d'IndieWire va assenyalar: "A grans trets, aquesta premissa ja s'ha explorat fins a la mort, però "The Gangster, the Cop, the Devil" li dóna una nova vida en elevar almenys dos dels seus tres personatges principals molt lluny per sobre dels seus arquetips." Michael Leader de Little White Lies va escriure: "Tot i que no és gens original, el cinema criminsl asiàtic ha explotat aquests equips poc comuns i ambigüitats ètiques durant dècades: The Gangster, the Cop, the Devil aconsegueix els seus girs familiars amb estil i valentia. L'expansiva fotografia aèria de neó elèctric a l'inici de la pel·lícula ens situa fermament al territori de Michael Mann, i el masclisme dels protagonistes de la pel·lícula s'aboca a l'estètica amplificada del director Lee Won-tae, d'una escena cridanera transicions i muntatges amb generoses aportacions de coreografies de lluita cruixents i en càmera lenta i una banda sonora de rock impulsor. La pel·lícula és elegant, elegant i constantment entretinguda, però no seria res sense les seves actuacions principals." Richard Whittaker d’Austin Chronicle va escriure "Sí, són accidents de cotxe i seqüències de baralles i acudits secs, però és un una barreja que et farà sorprendre, fer una mueca i riure en les quantitats adequades, tot amb un estil valent. Pot ser que es relaxi una mica a l'acte final, però això és només establir un dels millors beneficis discrets de la dècada." Ben Travis d’Empire va escriure "No hi passen moltes coses sota la superfície energètica, però en la seva major part The Gangster, The Cop, The Devil és un thriller entretingut i de ritme ràpid impulsat per dos protagonistes engrescadors." Trevor Johnson de Time Out va donar a la pel·lícula tres estrelles de cinc, tot comentant "Aquest musculós thriller policial sud-coreà és una herba gatera il·luminada amb neó per als fanàtics del gènere... Un sòlid, si no del tot excepcional, per passar el temps". Jason Gorber de /Film va donar a la pel·lícula 6,5 punts de 10, afirmant "Tal com està , aquesta és una pel·lícula amb una gran idea i una execució força decent, una on els punys volen, els cotxes xoquen i realment et preocupen els personatges implicats, sobretot pel que fa al personatge del Diable per fer-lo (o ella!) més esgarrifós i convincent, hi ha l'oportunitat d'augmentar encara més l'aposta i crear una magnífica pel·lícula. De moment, tenim un exemplar de gènere divertit, una pel·lícula que evoca alhora la rica història d'aquest mena de pel·lícules amb els seus personatges icònics, però ho fa amb prou originalitat i confiança per fer de The Gangster, The Cop, The Devil  una història poderosa de la seva propietat".

### Premis
Va rebre el premi Focus Asia del LII Festival Internacional de Cinema Fantàstic de Catalunya.

## Remake
El 5 de maig de 2019, es va anunciar que Sylvester Stallone i el seu soci de Balboa Productions Braden Aftergood produiran el remake nord-americà de The Gangster, the Cop, the Devil, amb Ma Dong -seok reprenent el seu paper i produint la pel·lícula sota BA Entertainment.